# إدوارد بي. توماس
إدوارد بي. توماس (بالإنجليزية: Edward B. Thomas) هو قاضي ومحامي وسياسي أمريكي، ولد في 4 أغسطس 1848، وتوفي في 27 مارس 1929. انتخب عضو مجلس ولاية نيويورك.